# جيمس فورد (لاعب كرة قدم أمريكية)
جيمس فورد (بالإنجليزية: James Ford)‏ هو لاعب كرة قدم أمريكية أمريكي، ولد في 11 سبتمبر 1949 في جاكسونفيل في الولايات المتحدة.

## وصلات خارجية
- جيمس فورد على موقع مرجع كرة القدم المحترفة.كوم (الإنجليزية)
- جيمس فورد على موقع JustSportsStats.com (الإنجليزية)